# Goodness Ohiremen Ajayi
Goodness Ohiremen Ajayi (Benin City, Nigeria, 6 de octubre de 1994) es un futbolista nigeriano. Juega de delantero.

## Clubes
| Club                      | País                 | Año         | PJ | Goles |
| ------------------------- | -------------------- | ----------- | -- | ----- |
| HNK Rijeka                | Croacia              | 2013 - 2018 | 29 | 2     |
| NK Široki Brijeg (Cedido) | Bosnia y Herzegovina | 2015 - 2016 | 15 | 5     |